# Surfplatta

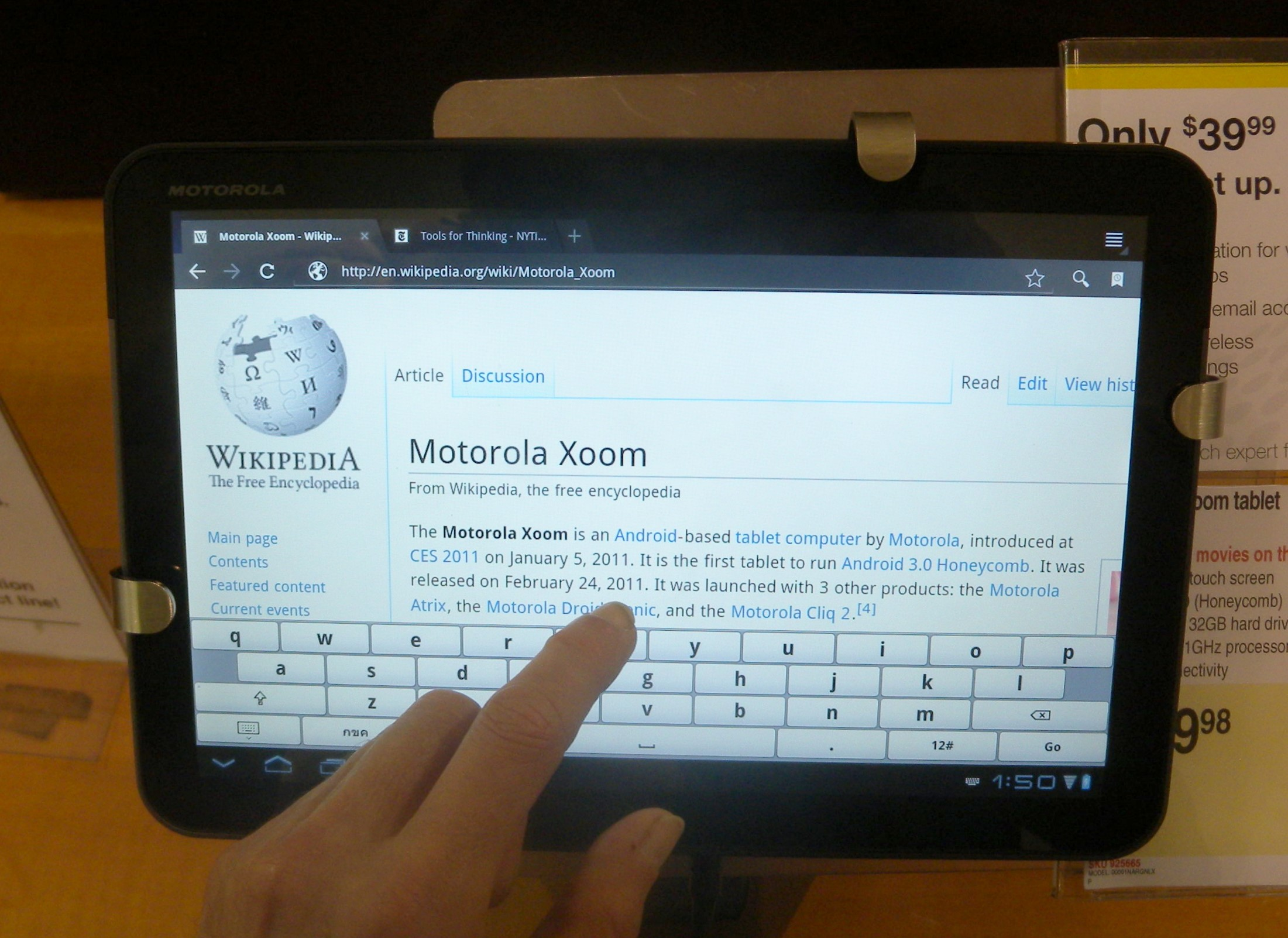
Motorola Xoom är exempel på en pekplatta med Androidoperativsystem.

Surfplatta är en bärbar, tunn liten dator försedd med pekskärm och nätverksuppkoppling.
Utöver begreppet surfplatta förekommer synonymer såsom: padda (av engelska: pad, "platta"), pekplatta, datorplatta, smartplatta eller bara platta. Språkrådet och Svenska datatermgruppen rekommenderar dock begreppet pekplatta. Andra begrepp som har använts är pekdator som har en vidare betydelse, medan läsplatta har fått en mer specifik betydelse.
Pekplatta ska inte sammanblandas med styrplatta och ritplatta/ritbräda. På en läsplatta kan man enbart läsa böcker och andra publikationer.

## Funktion
Användaren manövrerar enheten och matar in text genom ett virtuellt tangentbord eller handskriftsigenkänning, vanligen direkt med fingrarna, ibland med en passiv penna (engelska stylus pen), undantagsvis en digital penna, istället för att använda fysiskt tangentbord och datormus; det har dock börjat dyka upp pekplattor med ett litet fysiskt tangentbord, eller ett borttagbart fullstort tangentbord.
Den tryckkänsliga skärmen kan manövreras med en eller flera fingrar. Detta inkluderar enkla eller dubbla knackningar, dragningar med en, två, tre eller fyra fingrar, knip- och isärskjutningar med fingrarna (för zoomning) och svepningar med en eller flera fingrar.
En pekplatta är mindre än en vanlig bärbar dator. Vissa modeller har inbyggd 3G-uppkoppling, och har då stora likheter med en smarttelefon, men är en mobil enhet med större skärm och större batterikapacitet. Andra har nätverksaccess via trådlösa nätverk, eller mobilt bredbandsmodem via usb. Nyare pekplattor erbjuder en extra dockningsstation som har fullstorlekstangentbord och USB-port, vilket ger både portabilitet och flexibilitet.

## Varianter

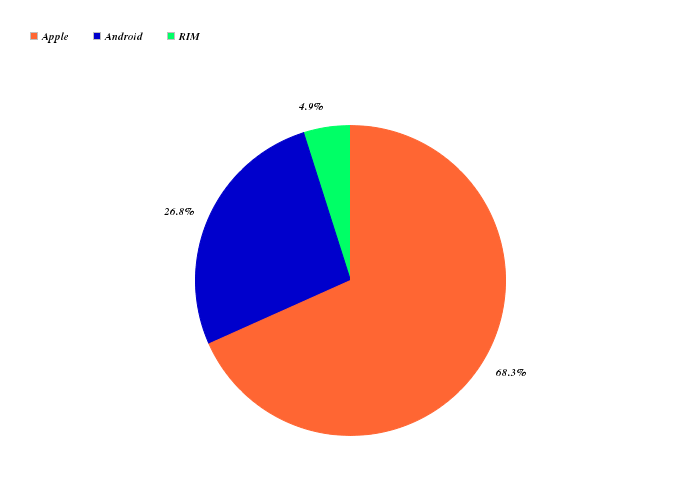
Marknadsandelar för pekplattor september 2011, enligt IDC. IOS från Apple: 68,3 %, Android från Google 26,8 % samt Blackberry från Research in Motion 4,9 %.

Ibland görs distinktion mellan pekplatta och portabel/bärbar pekdator (eng. tablet PC), där det senare är en bärbar persondator med pekskärm. Bärbara pekdatorer har funnits längre på marknaden, exempelvis Gridpad sedan 1989 och Microsoft Tablet PC sedan 2001, och har en anpassad version av ett operativsystem för persondatorer, medan en modern pekplatta även kan ha ett mobilt operativsystem av den typ som används i smarttelefoner. 
Tidningen The Daily ger inte ut sin tidning i pappersform utan enbart till pekplattor, andra tidningar satsar på att göra appar till pekplattor.
Pekplattan blev vald till årets julklapp 2010 av Handelns utredningsinstitut (HUI).
De är på stark frammarsch och Android släppte versionen 3.0 Honeycomb enbart för pekplattor 2011.
Marknaden för pekplattor dominerades 2011 av Apples Ipad med en marknadsandel på 68,3 procent i oktober samma år. På andra plats kom Androidbaserade pekplattor med en marknadsandel på 26,8% medan kanadensiska Research In Motion som då var ny aktör på marknaden för pekplattor hade 4,9 procent.

### Minipekplatta
En minisurfplatta (engelska mini tablet) är mindre och lättare än en vanlig pekplatta — oftast 5" till 7" stor skärm, och gränsar således till smarttelefoner. Några tillverkare av de första minipekplattorna Samsung med Galaxy Tab, Barnes & Noble med Nook och Google med Nexus 7. 
Apple släppte oktober 2012 minipekplattan Ipad Mini på 7,85 tum, för att konkurrera med exempelvis Googles Nexus 7.

### Pekskärmar
Pekskärmar finns som två olika varianter;
- Resistiv: Resistiva pekskärmar är passiva och de reagerar på i stort sett vilket som helst tryck som görs på skärmen. För att få precision är det bäst att använda en passiv penna (engelska stylus pen) eller en nagel.

- Kapacitiv: Kapacitiva pekskärmar har sämre precision men ger bättre respons än en resistiv skärm.

## Historiska milstolpar

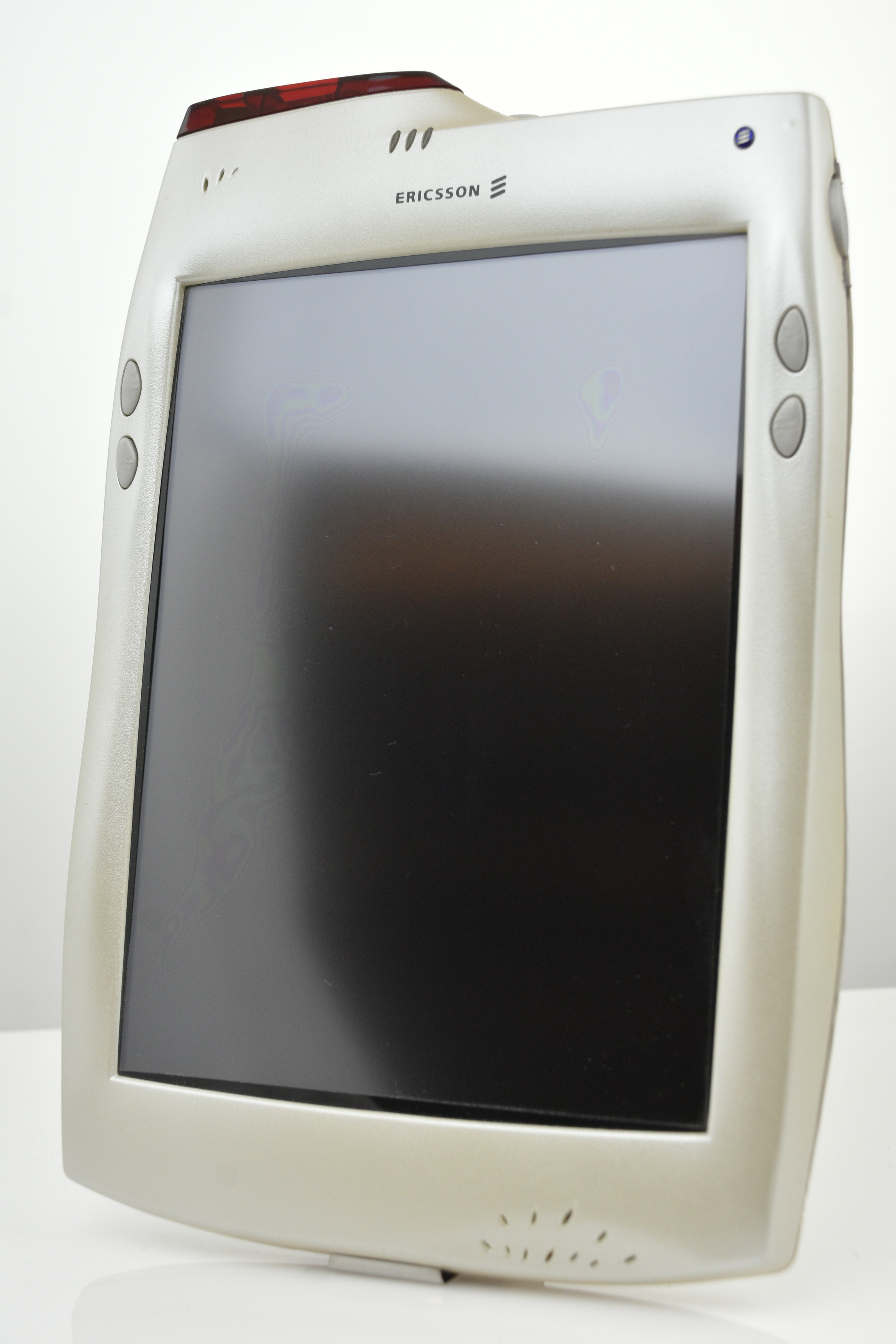
Ericsson Mobile Communications DelphiPad surfplatta från 2001.

- 1888: Amerikanskt patent beviljas Elisha Gray på elektrisk enhet med penna för att föra över handstilen.
- 1915: Amerikanskt patent på handstilsigenkänning, användargränssnitt med en penna.
- 1942: Amerikanskt patent på pekskärm för handskrift.
- 1945: Vannevar Bush föreslår Memex (memory extender), en dataarkiveringsenhet för kollektivt minne med ingång för en penna, i en uppsats.[13]
- Tidigt 1960-tal: RAND Tablet uppfanns. RAND Tablet är mer känd än Styalator,[14] men uppfanns senare.
- 1968: Alan Kay från Xerox PARC föreslår en bärbar dator, eventuellt med pennstyrning, kallad Dynabook.
- 1968: Filmskaparen Stanley Kubrick föreställer sig en platta som trådlöst spelar en videosändning i filmen 2001 – Ett rymdäventyr.[15]
- 1989: Marty McFly (Michael J. Fox) använder en surfplatta i filmen Tillbaka till framtiden del II. Surfplattan är mycket lik de som kom att lanseras på marknaden tjugo år senare.

## Operativsystem för pekplattor
- iPadOS
- Android
- Google Chrome OS
- WebOS
- Meego
- Windows 7
- Windows 8
- Windows 10
- Sailfish
- Ubuntu Linux for Tablet

## Statistik
Undersökningen Svenskarna och internet visade 2019 att bland de svenska internetanvändarna var det 64 procent som använde en surfplatta och 30 procent gjorde det dagligen. De var en siffra som hade minskat något under de senaste tre åren. Undersökningen visade också att surfplattor användes i likvärdig utsträckning av män och kvinnor men att användningen skilde sig åt bland åldersgrupperna; i åldersgruppen 16–25 år använde 15 procent surfplatta medan bland de i åldersgruppen 66-75 år använde 44 procent surfplatta.